# Pysząca (przystanek kolejowy)
Pysząca – nieczynny przystanek kolejowy we wsi Borgowo, w województwie wielkopolskim, w Polsce. Znajdują się tu 1 peron.